# Rajko Gospodnetić
Rajko Gospodnetić je bivši hrvatski košarkaš.

## Klupska karijera
Igrao je za Cibonu, još od vremena dok se je zvala Lokomotiva.
1971./72. sa zagrebačkom Lokomotivom osvojio je Kup Radivoja Koraća. Pobijedili su u završnici OKK Beograd. Lokomotiva je igrala u sastavu: Nikola Plećaš, Damir Rukavina, Vjenceslav Kavedžija, Rajko Gospodnetić, Milivoj Omašić, Eduard Bočkaj, Ivica Valek, Zvonko Avberšek, Dragan Kovačić, Petar Jelić, Ante Ercegović, Zdenko Grgić, Srećko Šute. Trenirao ih je Marijan Catinelli.
1979./80. došao je s Cibonom do finala Kupa Radivoja Koraća, gdje ih je zaustavio talijanski Arrigoni. Suigrači u Ciboni su mu bili: Aleksandar Petrović, Andro Knego, Mihovil Nakić, Sven Ušić, Damir Pavličević, Srebrenko Despot, Adnan Bečić, Dražen Dogan, Branko Sikirić, Boris Uzelac, trener Mirko Novosel. 
1981/82. osvojio je s Cibonom Kup pobjednika kupova, pobijedivši u finalu madridski Real. Gospodnetićevi suigrači bili su: Krešimir Ćosić, Aleksandar Petrović, Andro Knego, Zoran Čutura, Mihovil Nakić, Damir Pavličević, Sven Ušić, Adnan Bečić, Mladen Cetinja, Tomislav Bevanda, Srđan Savović, a vodio ih je Mirko Novosel.
S Cibonom je osvojio naslov prvaka Jugoslavije u sezoni 1983./84. Igrala je u sastavu Mihovil Nakić, Aleksandar Petrović, Adnan Bečić, Zoran Čutura, Damir Pavličević, Mladen Cetinja, Andro Knego, Rajko Gospodnetić, Sven Ušić, Miro Jelavić, Marjan Nikšić, Franjo Arapović, Joško Vukičević, Mihovil Nakić, Branko Vukičević, a trenirao ih je Mirko Novosel.